# Poljanec
Poljanec es una localidad de Croacia en el municipio de Martijanec, condado de Varaždin. Hasta 2012 formaba parte de la ciudad de Ludbreg.

## Geografía
Se encuentra a una altitud de 157 m s. n. m. a 94 km de la capital nacional, Zagreb.

## Demografía
En el censo 2011, el total de población de la localidad fue de 727 habitantes.
| Gráfica de población de Poljanec 1857-2011                          |
|                                                                     |
| Según los censos de población de la oficina estadística de Croacia. |